# Loxandrus parallelus
Loxandrus parallelus är en skalbaggsart som beskrevs av Thomas Casey. Loxandrus parallelus ingår i släktet Loxandrus och familjen jordlöpare. Inga underarter finns listade i Catalogue of Life.